# クイーン・エリザベス (客船)
クイーン・エリザベス（RMS Queen Elizabeth）は、キュナード・ラインの航路客船。1940年の就航当時は世界最大の客船で、その後56年間その座を保持した。
1930年代にジョン・ブラウン・アンド・カンパニー造船所で建造され、当時のイギリス王妃エリザベス（ジョージ6世の妃）にちなんで命名された。第二次世界大戦に伴い徴用船として最初の航海を行い、戦後に北大西洋横断航路に就航して1968年まで運航された。
ロイヤルメールを運ぶ契約を結んだ船で（Royal Mail Ship）、RMSを冠する。

## 歴史

### 就航
1930年代にスコットランドのクライドバンクのジョン・ブラウン・アンド・カンパニー造船所で建造され、イギリス王妃エリザベス（ジョージ6世の妃）にちなんで命名された。1938年9月27日に進水した後に徴用され、1940年3月3日に就航した。当時は世界最大の客船であった。

### 徴用船
1939年9月に勃発した第二次世界大戦中、「クイーン・エリザベス」と「クイーン・メリー」はイギリス海軍に徴用されてカナダやオーストラリアなどのイギリス連邦諸国やシンガポールなどの植民地へ兵員を輸送した。高速性を活用することで、護送船団なしでも潜水艦の脅威を回避した。大戦中の輸送人員は75万人以上、航海距離は50万マイル（90万キロメートル余り）にも及んだ。船長はジョン・タウンリー（John Townley）、アーネスト・フォール（Ernest Fall）、C・ゴードン・イリンズワース（C. Gordon Illinsworth）、C・M・フォード（C. M. Ford）とジェイムズ・ビゼット（James Bisset）が務めた。
クイーン・エリザベスは当初、まだ戦火に覆われていないオーストラリアからイギリスの植民地が点在するアジアとアフリカの間で運航されたものの、1941年12月の日本とイギリス、オーストラリアの間の開戦と、その後の日本軍に対する敗北とそれに伴うアジア方面の制海権喪失、シンガポールを含むマレー半島や香港などの植民地の喪失を受けて、1942年以後はアメリカとヨーロッパの間の北大西洋のみで運航された。

### 航路客船
1945年9月の第二次世界大戦の終結に伴い、軍役から戻ったクイーン・エリザベスは、ジョン・ブラウン（John Brown）造船所で内外装を大幅に改修され、ようやく旅客船として北大西洋航路に投入された。「クイーン・エリザベス」は「クイーン・メリー」とともに、サウサンプトンからシェルブールを経由しニューヨークまでの路線を、20年以上にわたって運航された。
しかし1950年代に入ると、ダグラス DC-6やロッキード コンステレーションなどの大型旅客機が大西洋横断路線に就航した。さらに1958年には、大型ジェット旅客機のボーイング707が就航し、ロンドン - ニューヨーク間を6時間程度で結ぶとともに、運賃も低下した。1960年代に入ると、「クイーン・エリザベス」をはじめとする北大西洋航路定期船の乗客は急激に減り、採算性は低下した。

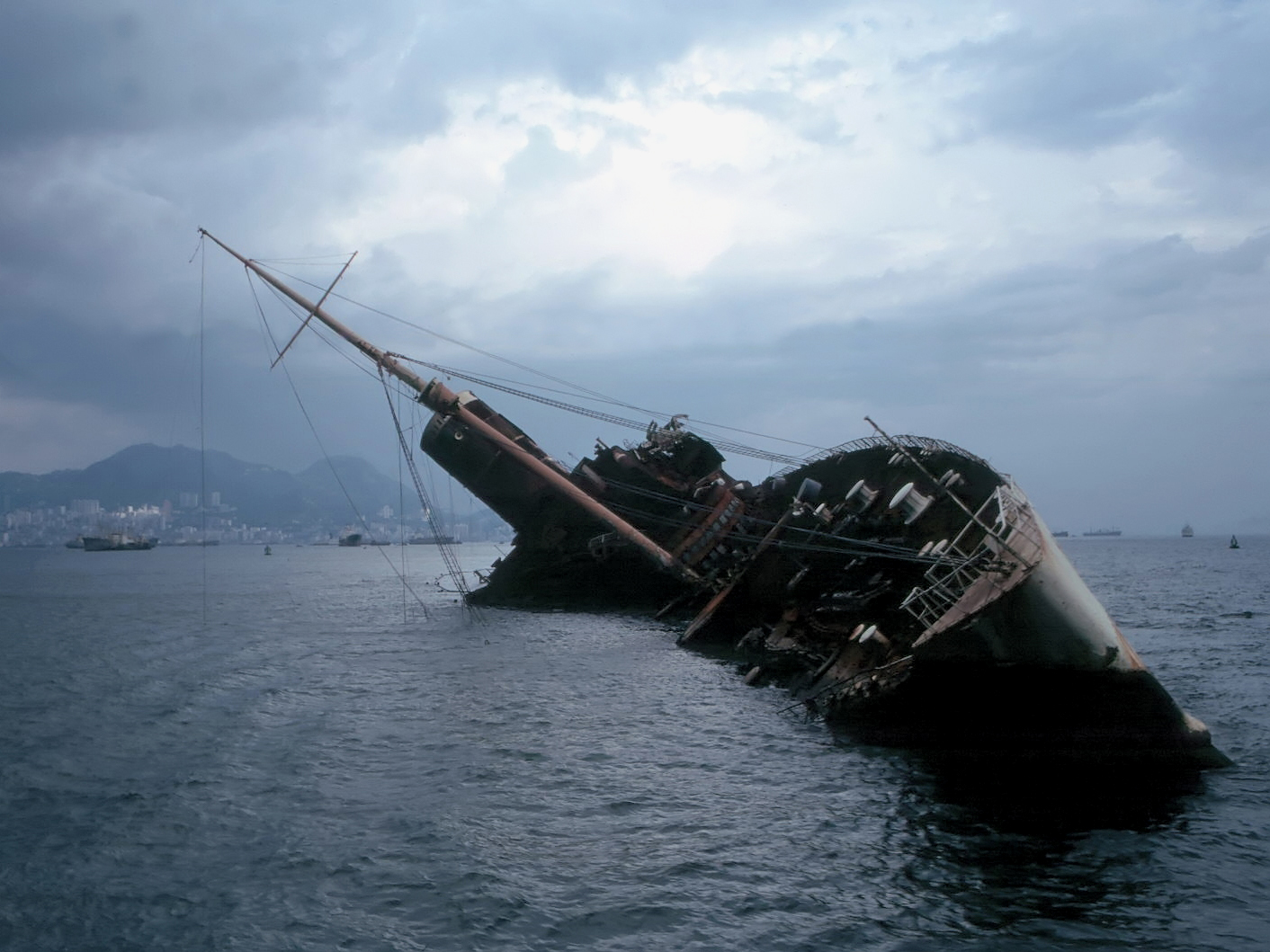
ビクトリアハーバーに放置されたクイーン・エリザベス

2隻の“クイーン”を維持するための燃料費・人件費は、キュナード社にとって重荷になった。キュナードは両方の船を1969年に退役させ、初代より小型で経済的な「クイーン・エリザベス2」（QE2）を使用した。

### 最期
退役後、アメリカのフィラデルフィアの実業家に売却されたが、資金難のため1970年に香港の海運王董浩雲の経営する東方海外貨櫃航運公司に転売された。香港の造船所で洋上大学への改造が行われていたが、1972年1月9日に原因不明の火災を起こし、消火活動の影響により転覆した。当時、円谷エンタープライズが寄航誘致を行い、日本でのクルーズが計画されてポスター等も完成していたが、上記事情により中止された。その残骸は2年あまりビクトリア・ハーバーに放置されていたが、『007/黄金銃を持つ男』のロケが行われた後、1974年から1975年にかけて解体された。
なお2010年には、クイーン・エリザベス2の後継となる3代目「クイーン・エリザベス」が就航した。